# Lon Polleunis
Odilon „Lon“ Polleunis (* 1. Mai 1943 in Sint-Truiden; † 20. September 2023) war ein belgischer Fußballspieler, der sich später auch als Fußballtrainer engagierte. Er war der Sohn von Antoine „Toon“ Polleunis (* 1921) und der Neffe von Théodore „Dore“ Polleunis (1917–1996), die einst ebenfalls als Fußballspieler (auch als Stürmer) aktiv waren, es aber beide nur auf sehr wenige Einsätze in der höchsten belgischen Liga brachten.

## Karriere
Von 1962 bis 1973 spielte er für VV St. Truiden. 1973 wechselte er für drei Jahre zu RWD Molenbeek, mit dem er in jeder Saison an einem europäischen Wettbewerb teilnahm und 1975 belgischer Meister wurde. In der Saison 1976/77 spielte er für KSK Tongeren in der zweiten belgischen Liga. 1968 wurde er als belgischer Fußballer des Jahres mit dem Goldenen Schuh ausgezeichnet.
Polleunis bestritt bei insgesamt 29 Einberufungen 22 Länderspiele für die belgische Nationalmannschaft, in denen er zehn Tore erzielte. Sein Debüt gab er am 7. April 1968 beim 2:1-Sieg der Belgier im Freundschaftsspiel gegen die Niederlande in Amsterdam, bei dem er auch sein erstes Tor für die Nationalmannschaft erzielte. In den Qualifikationsspielen zur Weltmeisterschaft 1970 erzielte er einen Hattrick beim 6:1 gegen Finnland sowie zwei Treffer beim 3:0-Erfolg über Jugoslawien.
1970 stand er im Aufgebot für die Weltmeisterschaft 1970 in Mexiko, bei der er in zwei Spielen zum Einsatz kam. Bei der Europameisterschaft 1972 im eigenen Land erzielte er im Halbfinalspiel gegen den späteren Europameister Deutschland den Treffer zum 1:2-Endstand.
Er verstarb am 20. September 2023 im Alter von 80 Jahren.